# Microcercis trigonella
Microcercis trigonella är en tvåvingeart som först beskrevs av Oswald Duda 1933.  Microcercis trigonella ingår i släktet Microcercis, och familjen fritflugor. Arten är reproducerande i Sverige.